# Їжак (шахи)
|   | a | b | c | d | e | f | g | h |   |
| 8 | a8 чорна тура · b8 чорний ферзь · c8 чорна тура · g8 чорний король · b7 чорний слон · d7 чорний кінь · e7 чорний слон · f7 чорний пішак · g7 чорний пішак · h7 чорний пішак · a6 чорний пішак · b6 чорний пішак · d6 чорний пішак · e6 чорний пішак · f6 чорний кінь · c4 білий пішак · d4 білий ферзь · e4 білий пішак · b3 білий пішак · c3 білий кінь · g3 білий пішак · a2 білий пішак · b2 білий слон · d2 білий кінь · f2 білий пішак · g2 білий слон · h2 білий пішак · a1 біла тура · d1 біла тура · g1 білий король | a8 чорна тура · b8 чорний ферзь · c8 чорна тура · g8 чорний король · b7 чорний слон · d7 чорний кінь · e7 чорний слон · f7 чорний пішак · g7 чорний пішак · h7 чорний пішак · a6 чорний пішак · b6 чорний пішак · d6 чорний пішак · e6 чорний пішак · f6 чорний кінь · c4 білий пішак · d4 білий ферзь · e4 білий пішак · b3 білий пішак · c3 білий кінь · g3 білий пішак · a2 білий пішак · b2 білий слон · d2 білий кінь · f2 білий пішак · g2 білий слон · h2 білий пішак · a1 біла тура · d1 біла тура · g1 білий король | a8 чорна тура · b8 чорний ферзь · c8 чорна тура · g8 чорний король · b7 чорний слон · d7 чорний кінь · e7 чорний слон · f7 чорний пішак · g7 чорний пішак · h7 чорний пішак · a6 чорний пішак · b6 чорний пішак · d6 чорний пішак · e6 чорний пішак · f6 чорний кінь · c4 білий пішак · d4 білий ферзь · e4 білий пішак · b3 білий пішак · c3 білий кінь · g3 білий пішак · a2 білий пішак · b2 білий слон · d2 білий кінь · f2 білий пішак · g2 білий слон · h2 білий пішак · a1 біла тура · d1 біла тура · g1 білий король | a8 чорна тура · b8 чорний ферзь · c8 чорна тура · g8 чорний король · b7 чорний слон · d7 чорний кінь · e7 чорний слон · f7 чорний пішак · g7 чорний пішак · h7 чорний пішак · a6 чорний пішак · b6 чорний пішак · d6 чорний пішак · e6 чорний пішак · f6 чорний кінь · c4 білий пішак · d4 білий ферзь · e4 білий пішак · b3 білий пішак · c3 білий кінь · g3 білий пішак · a2 білий пішак · b2 білий слон · d2 білий кінь · f2 білий пішак · g2 білий слон · h2 білий пішак · a1 біла тура · d1 біла тура · g1 білий король | a8 чорна тура · b8 чорний ферзь · c8 чорна тура · g8 чорний король · b7 чорний слон · d7 чорний кінь · e7 чорний слон · f7 чорний пішак · g7 чорний пішак · h7 чорний пішак · a6 чорний пішак · b6 чорний пішак · d6 чорний пішак · e6 чорний пішак · f6 чорний кінь · c4 білий пішак · d4 білий ферзь · e4 білий пішак · b3 білий пішак · c3 білий кінь · g3 білий пішак · a2 білий пішак · b2 білий слон · d2 білий кінь · f2 білий пішак · g2 білий слон · h2 білий пішак · a1 біла тура · d1 біла тура · g1 білий король | a8 чорна тура · b8 чорний ферзь · c8 чорна тура · g8 чорний король · b7 чорний слон · d7 чорний кінь · e7 чорний слон · f7 чорний пішак · g7 чорний пішак · h7 чорний пішак · a6 чорний пішак · b6 чорний пішак · d6 чорний пішак · e6 чорний пішак · f6 чорний кінь · c4 білий пішак · d4 білий ферзь · e4 білий пішак · b3 білий пішак · c3 білий кінь · g3 білий пішак · a2 білий пішак · b2 білий слон · d2 білий кінь · f2 білий пішак · g2 білий слон · h2 білий пішак · a1 біла тура · d1 біла тура · g1 білий король | a8 чорна тура · b8 чорний ферзь · c8 чорна тура · g8 чорний король · b7 чорний слон · d7 чорний кінь · e7 чорний слон · f7 чорний пішак · g7 чорний пішак · h7 чорний пішак · a6 чорний пішак · b6 чорний пішак · d6 чорний пішак · e6 чорний пішак · f6 чорний кінь · c4 білий пішак · d4 білий ферзь · e4 білий пішак · b3 білий пішак · c3 білий кінь · g3 білий пішак · a2 білий пішак · b2 білий слон · d2 білий кінь · f2 білий пішак · g2 білий слон · h2 білий пішак · a1 біла тура · d1 біла тура · g1 білий король | a8 чорна тура · b8 чорний ферзь · c8 чорна тура · g8 чорний король · b7 чорний слон · d7 чорний кінь · e7 чорний слон · f7 чорний пішак · g7 чорний пішак · h7 чорний пішак · a6 чорний пішак · b6 чорний пішак · d6 чорний пішак · e6 чорний пішак · f6 чорний кінь · c4 білий пішак · d4 білий ферзь · e4 білий пішак · b3 білий пішак · c3 білий кінь · g3 білий пішак · a2 білий пішак · b2 білий слон · d2 білий кінь · f2 білий пішак · g2 білий слон · h2 білий пішак · a1 біла тура · d1 біла тура · g1 білий король | 8 |
| 7 | a8 чорна тура · b8 чорний ферзь · c8 чорна тура · g8 чорний король · b7 чорний слон · d7 чорний кінь · e7 чорний слон · f7 чорний пішак · g7 чорний пішак · h7 чорний пішак · a6 чорний пішак · b6 чорний пішак · d6 чорний пішак · e6 чорний пішак · f6 чорний кінь · c4 білий пішак · d4 білий ферзь · e4 білий пішак · b3 білий пішак · c3 білий кінь · g3 білий пішак · a2 білий пішак · b2 білий слон · d2 білий кінь · f2 білий пішак · g2 білий слон · h2 білий пішак · a1 біла тура · d1 біла тура · g1 білий король | a8 чорна тура · b8 чорний ферзь · c8 чорна тура · g8 чорний король · b7 чорний слон · d7 чорний кінь · e7 чорний слон · f7 чорний пішак · g7 чорний пішак · h7 чорний пішак · a6 чорний пішак · b6 чорний пішак · d6 чорний пішак · e6 чорний пішак · f6 чорний кінь · c4 білий пішак · d4 білий ферзь · e4 білий пішак · b3 білий пішак · c3 білий кінь · g3 білий пішак · a2 білий пішак · b2 білий слон · d2 білий кінь · f2 білий пішак · g2 білий слон · h2 білий пішак · a1 біла тура · d1 біла тура · g1 білий король | a8 чорна тура · b8 чорний ферзь · c8 чорна тура · g8 чорний король · b7 чорний слон · d7 чорний кінь · e7 чорний слон · f7 чорний пішак · g7 чорний пішак · h7 чорний пішак · a6 чорний пішак · b6 чорний пішак · d6 чорний пішак · e6 чорний пішак · f6 чорний кінь · c4 білий пішак · d4 білий ферзь · e4 білий пішак · b3 білий пішак · c3 білий кінь · g3 білий пішак · a2 білий пішак · b2 білий слон · d2 білий кінь · f2 білий пішак · g2 білий слон · h2 білий пішак · a1 біла тура · d1 біла тура · g1 білий король | a8 чорна тура · b8 чорний ферзь · c8 чорна тура · g8 чорний король · b7 чорний слон · d7 чорний кінь · e7 чорний слон · f7 чорний пішак · g7 чорний пішак · h7 чорний пішак · a6 чорний пішак · b6 чорний пішак · d6 чорний пішак · e6 чорний пішак · f6 чорний кінь · c4 білий пішак · d4 білий ферзь · e4 білий пішак · b3 білий пішак · c3 білий кінь · g3 білий пішак · a2 білий пішак · b2 білий слон · d2 білий кінь · f2 білий пішак · g2 білий слон · h2 білий пішак · a1 біла тура · d1 біла тура · g1 білий король | a8 чорна тура · b8 чорний ферзь · c8 чорна тура · g8 чорний король · b7 чорний слон · d7 чорний кінь · e7 чорний слон · f7 чорний пішак · g7 чорний пішак · h7 чорний пішак · a6 чорний пішак · b6 чорний пішак · d6 чорний пішак · e6 чорний пішак · f6 чорний кінь · c4 білий пішак · d4 білий ферзь · e4 білий пішак · b3 білий пішак · c3 білий кінь · g3 білий пішак · a2 білий пішак · b2 білий слон · d2 білий кінь · f2 білий пішак · g2 білий слон · h2 білий пішак · a1 біла тура · d1 біла тура · g1 білий король | a8 чорна тура · b8 чорний ферзь · c8 чорна тура · g8 чорний король · b7 чорний слон · d7 чорний кінь · e7 чорний слон · f7 чорний пішак · g7 чорний пішак · h7 чорний пішак · a6 чорний пішак · b6 чорний пішак · d6 чорний пішак · e6 чорний пішак · f6 чорний кінь · c4 білий пішак · d4 білий ферзь · e4 білий пішак · b3 білий пішак · c3 білий кінь · g3 білий пішак · a2 білий пішак · b2 білий слон · d2 білий кінь · f2 білий пішак · g2 білий слон · h2 білий пішак · a1 біла тура · d1 біла тура · g1 білий король | a8 чорна тура · b8 чорний ферзь · c8 чорна тура · g8 чорний король · b7 чорний слон · d7 чорний кінь · e7 чорний слон · f7 чорний пішак · g7 чорний пішак · h7 чорний пішак · a6 чорний пішак · b6 чорний пішак · d6 чорний пішак · e6 чорний пішак · f6 чорний кінь · c4 білий пішак · d4 білий ферзь · e4 білий пішак · b3 білий пішак · c3 білий кінь · g3 білий пішак · a2 білий пішак · b2 білий слон · d2 білий кінь · f2 білий пішак · g2 білий слон · h2 білий пішак · a1 біла тура · d1 біла тура · g1 білий король | a8 чорна тура · b8 чорний ферзь · c8 чорна тура · g8 чорний король · b7 чорний слон · d7 чорний кінь · e7 чорний слон · f7 чорний пішак · g7 чорний пішак · h7 чорний пішак · a6 чорний пішак · b6 чорний пішак · d6 чорний пішак · e6 чорний пішак · f6 чорний кінь · c4 білий пішак · d4 білий ферзь · e4 білий пішак · b3 білий пішак · c3 білий кінь · g3 білий пішак · a2 білий пішак · b2 білий слон · d2 білий кінь · f2 білий пішак · g2 білий слон · h2 білий пішак · a1 біла тура · d1 біла тура · g1 білий король | 7 |
| 6 | a8 чорна тура · b8 чорний ферзь · c8 чорна тура · g8 чорний король · b7 чорний слон · d7 чорний кінь · e7 чорний слон · f7 чорний пішак · g7 чорний пішак · h7 чорний пішак · a6 чорний пішак · b6 чорний пішак · d6 чорний пішак · e6 чорний пішак · f6 чорний кінь · c4 білий пішак · d4 білий ферзь · e4 білий пішак · b3 білий пішак · c3 білий кінь · g3 білий пішак · a2 білий пішак · b2 білий слон · d2 білий кінь · f2 білий пішак · g2 білий слон · h2 білий пішак · a1 біла тура · d1 біла тура · g1 білий король | a8 чорна тура · b8 чорний ферзь · c8 чорна тура · g8 чорний король · b7 чорний слон · d7 чорний кінь · e7 чорний слон · f7 чорний пішак · g7 чорний пішак · h7 чорний пішак · a6 чорний пішак · b6 чорний пішак · d6 чорний пішак · e6 чорний пішак · f6 чорний кінь · c4 білий пішак · d4 білий ферзь · e4 білий пішак · b3 білий пішак · c3 білий кінь · g3 білий пішак · a2 білий пішак · b2 білий слон · d2 білий кінь · f2 білий пішак · g2 білий слон · h2 білий пішак · a1 біла тура · d1 біла тура · g1 білий король | a8 чорна тура · b8 чорний ферзь · c8 чорна тура · g8 чорний король · b7 чорний слон · d7 чорний кінь · e7 чорний слон · f7 чорний пішак · g7 чорний пішак · h7 чорний пішак · a6 чорний пішак · b6 чорний пішак · d6 чорний пішак · e6 чорний пішак · f6 чорний кінь · c4 білий пішак · d4 білий ферзь · e4 білий пішак · b3 білий пішак · c3 білий кінь · g3 білий пішак · a2 білий пішак · b2 білий слон · d2 білий кінь · f2 білий пішак · g2 білий слон · h2 білий пішак · a1 біла тура · d1 біла тура · g1 білий король | a8 чорна тура · b8 чорний ферзь · c8 чорна тура · g8 чорний король · b7 чорний слон · d7 чорний кінь · e7 чорний слон · f7 чорний пішак · g7 чорний пішак · h7 чорний пішак · a6 чорний пішак · b6 чорний пішак · d6 чорний пішак · e6 чорний пішак · f6 чорний кінь · c4 білий пішак · d4 білий ферзь · e4 білий пішак · b3 білий пішак · c3 білий кінь · g3 білий пішак · a2 білий пішак · b2 білий слон · d2 білий кінь · f2 білий пішак · g2 білий слон · h2 білий пішак · a1 біла тура · d1 біла тура · g1 білий король | a8 чорна тура · b8 чорний ферзь · c8 чорна тура · g8 чорний король · b7 чорний слон · d7 чорний кінь · e7 чорний слон · f7 чорний пішак · g7 чорний пішак · h7 чорний пішак · a6 чорний пішак · b6 чорний пішак · d6 чорний пішак · e6 чорний пішак · f6 чорний кінь · c4 білий пішак · d4 білий ферзь · e4 білий пішак · b3 білий пішак · c3 білий кінь · g3 білий пішак · a2 білий пішак · b2 білий слон · d2 білий кінь · f2 білий пішак · g2 білий слон · h2 білий пішак · a1 біла тура · d1 біла тура · g1 білий король | a8 чорна тура · b8 чорний ферзь · c8 чорна тура · g8 чорний король · b7 чорний слон · d7 чорний кінь · e7 чорний слон · f7 чорний пішак · g7 чорний пішак · h7 чорний пішак · a6 чорний пішак · b6 чорний пішак · d6 чорний пішак · e6 чорний пішак · f6 чорний кінь · c4 білий пішак · d4 білий ферзь · e4 білий пішак · b3 білий пішак · c3 білий кінь · g3 білий пішак · a2 білий пішак · b2 білий слон · d2 білий кінь · f2 білий пішак · g2 білий слон · h2 білий пішак · a1 біла тура · d1 біла тура · g1 білий король | a8 чорна тура · b8 чорний ферзь · c8 чорна тура · g8 чорний король · b7 чорний слон · d7 чорний кінь · e7 чорний слон · f7 чорний пішак · g7 чорний пішак · h7 чорний пішак · a6 чорний пішак · b6 чорний пішак · d6 чорний пішак · e6 чорний пішак · f6 чорний кінь · c4 білий пішак · d4 білий ферзь · e4 білий пішак · b3 білий пішак · c3 білий кінь · g3 білий пішак · a2 білий пішак · b2 білий слон · d2 білий кінь · f2 білий пішак · g2 білий слон · h2 білий пішак · a1 біла тура · d1 біла тура · g1 білий король | a8 чорна тура · b8 чорний ферзь · c8 чорна тура · g8 чорний король · b7 чорний слон · d7 чорний кінь · e7 чорний слон · f7 чорний пішак · g7 чорний пішак · h7 чорний пішак · a6 чорний пішак · b6 чорний пішак · d6 чорний пішак · e6 чорний пішак · f6 чорний кінь · c4 білий пішак · d4 білий ферзь · e4 білий пішак · b3 білий пішак · c3 білий кінь · g3 білий пішак · a2 білий пішак · b2 білий слон · d2 білий кінь · f2 білий пішак · g2 білий слон · h2 білий пішак · a1 біла тура · d1 біла тура · g1 білий король | 6 |
| 5 | a8 чорна тура · b8 чорний ферзь · c8 чорна тура · g8 чорний король · b7 чорний слон · d7 чорний кінь · e7 чорний слон · f7 чорний пішак · g7 чорний пішак · h7 чорний пішак · a6 чорний пішак · b6 чорний пішак · d6 чорний пішак · e6 чорний пішак · f6 чорний кінь · c4 білий пішак · d4 білий ферзь · e4 білий пішак · b3 білий пішак · c3 білий кінь · g3 білий пішак · a2 білий пішак · b2 білий слон · d2 білий кінь · f2 білий пішак · g2 білий слон · h2 білий пішак · a1 біла тура · d1 біла тура · g1 білий король | a8 чорна тура · b8 чорний ферзь · c8 чорна тура · g8 чорний король · b7 чорний слон · d7 чорний кінь · e7 чорний слон · f7 чорний пішак · g7 чорний пішак · h7 чорний пішак · a6 чорний пішак · b6 чорний пішак · d6 чорний пішак · e6 чорний пішак · f6 чорний кінь · c4 білий пішак · d4 білий ферзь · e4 білий пішак · b3 білий пішак · c3 білий кінь · g3 білий пішак · a2 білий пішак · b2 білий слон · d2 білий кінь · f2 білий пішак · g2 білий слон · h2 білий пішак · a1 біла тура · d1 біла тура · g1 білий король | a8 чорна тура · b8 чорний ферзь · c8 чорна тура · g8 чорний король · b7 чорний слон · d7 чорний кінь · e7 чорний слон · f7 чорний пішак · g7 чорний пішак · h7 чорний пішак · a6 чорний пішак · b6 чорний пішак · d6 чорний пішак · e6 чорний пішак · f6 чорний кінь · c4 білий пішак · d4 білий ферзь · e4 білий пішак · b3 білий пішак · c3 білий кінь · g3 білий пішак · a2 білий пішак · b2 білий слон · d2 білий кінь · f2 білий пішак · g2 білий слон · h2 білий пішак · a1 біла тура · d1 біла тура · g1 білий король | a8 чорна тура · b8 чорний ферзь · c8 чорна тура · g8 чорний король · b7 чорний слон · d7 чорний кінь · e7 чорний слон · f7 чорний пішак · g7 чорний пішак · h7 чорний пішак · a6 чорний пішак · b6 чорний пішак · d6 чорний пішак · e6 чорний пішак · f6 чорний кінь · c4 білий пішак · d4 білий ферзь · e4 білий пішак · b3 білий пішак · c3 білий кінь · g3 білий пішак · a2 білий пішак · b2 білий слон · d2 білий кінь · f2 білий пішак · g2 білий слон · h2 білий пішак · a1 біла тура · d1 біла тура · g1 білий король | a8 чорна тура · b8 чорний ферзь · c8 чорна тура · g8 чорний король · b7 чорний слон · d7 чорний кінь · e7 чорний слон · f7 чорний пішак · g7 чорний пішак · h7 чорний пішак · a6 чорний пішак · b6 чорний пішак · d6 чорний пішак · e6 чорний пішак · f6 чорний кінь · c4 білий пішак · d4 білий ферзь · e4 білий пішак · b3 білий пішак · c3 білий кінь · g3 білий пішак · a2 білий пішак · b2 білий слон · d2 білий кінь · f2 білий пішак · g2 білий слон · h2 білий пішак · a1 біла тура · d1 біла тура · g1 білий король | a8 чорна тура · b8 чорний ферзь · c8 чорна тура · g8 чорний король · b7 чорний слон · d7 чорний кінь · e7 чорний слон · f7 чорний пішак · g7 чорний пішак · h7 чорний пішак · a6 чорний пішак · b6 чорний пішак · d6 чорний пішак · e6 чорний пішак · f6 чорний кінь · c4 білий пішак · d4 білий ферзь · e4 білий пішак · b3 білий пішак · c3 білий кінь · g3 білий пішак · a2 білий пішак · b2 білий слон · d2 білий кінь · f2 білий пішак · g2 білий слон · h2 білий пішак · a1 біла тура · d1 біла тура · g1 білий король | a8 чорна тура · b8 чорний ферзь · c8 чорна тура · g8 чорний король · b7 чорний слон · d7 чорний кінь · e7 чорний слон · f7 чорний пішак · g7 чорний пішак · h7 чорний пішак · a6 чорний пішак · b6 чорний пішак · d6 чорний пішак · e6 чорний пішак · f6 чорний кінь · c4 білий пішак · d4 білий ферзь · e4 білий пішак · b3 білий пішак · c3 білий кінь · g3 білий пішак · a2 білий пішак · b2 білий слон · d2 білий кінь · f2 білий пішак · g2 білий слон · h2 білий пішак · a1 біла тура · d1 біла тура · g1 білий король | a8 чорна тура · b8 чорний ферзь · c8 чорна тура · g8 чорний король · b7 чорний слон · d7 чорний кінь · e7 чорний слон · f7 чорний пішак · g7 чорний пішак · h7 чорний пішак · a6 чорний пішак · b6 чорний пішак · d6 чорний пішак · e6 чорний пішак · f6 чорний кінь · c4 білий пішак · d4 білий ферзь · e4 білий пішак · b3 білий пішак · c3 білий кінь · g3 білий пішак · a2 білий пішак · b2 білий слон · d2 білий кінь · f2 білий пішак · g2 білий слон · h2 білий пішак · a1 біла тура · d1 біла тура · g1 білий король | 5 |
| 4 | a8 чорна тура · b8 чорний ферзь · c8 чорна тура · g8 чорний король · b7 чорний слон · d7 чорний кінь · e7 чорний слон · f7 чорний пішак · g7 чорний пішак · h7 чорний пішак · a6 чорний пішак · b6 чорний пішак · d6 чорний пішак · e6 чорний пішак · f6 чорний кінь · c4 білий пішак · d4 білий ферзь · e4 білий пішак · b3 білий пішак · c3 білий кінь · g3 білий пішак · a2 білий пішак · b2 білий слон · d2 білий кінь · f2 білий пішак · g2 білий слон · h2 білий пішак · a1 біла тура · d1 біла тура · g1 білий король | a8 чорна тура · b8 чорний ферзь · c8 чорна тура · g8 чорний король · b7 чорний слон · d7 чорний кінь · e7 чорний слон · f7 чорний пішак · g7 чорний пішак · h7 чорний пішак · a6 чорний пішак · b6 чорний пішак · d6 чорний пішак · e6 чорний пішак · f6 чорний кінь · c4 білий пішак · d4 білий ферзь · e4 білий пішак · b3 білий пішак · c3 білий кінь · g3 білий пішак · a2 білий пішак · b2 білий слон · d2 білий кінь · f2 білий пішак · g2 білий слон · h2 білий пішак · a1 біла тура · d1 біла тура · g1 білий король | a8 чорна тура · b8 чорний ферзь · c8 чорна тура · g8 чорний король · b7 чорний слон · d7 чорний кінь · e7 чорний слон · f7 чорний пішак · g7 чорний пішак · h7 чорний пішак · a6 чорний пішак · b6 чорний пішак · d6 чорний пішак · e6 чорний пішак · f6 чорний кінь · c4 білий пішак · d4 білий ферзь · e4 білий пішак · b3 білий пішак · c3 білий кінь · g3 білий пішак · a2 білий пішак · b2 білий слон · d2 білий кінь · f2 білий пішак · g2 білий слон · h2 білий пішак · a1 біла тура · d1 біла тура · g1 білий король | a8 чорна тура · b8 чорний ферзь · c8 чорна тура · g8 чорний король · b7 чорний слон · d7 чорний кінь · e7 чорний слон · f7 чорний пішак · g7 чорний пішак · h7 чорний пішак · a6 чорний пішак · b6 чорний пішак · d6 чорний пішак · e6 чорний пішак · f6 чорний кінь · c4 білий пішак · d4 білий ферзь · e4 білий пішак · b3 білий пішак · c3 білий кінь · g3 білий пішак · a2 білий пішак · b2 білий слон · d2 білий кінь · f2 білий пішак · g2 білий слон · h2 білий пішак · a1 біла тура · d1 біла тура · g1 білий король | a8 чорна тура · b8 чорний ферзь · c8 чорна тура · g8 чорний король · b7 чорний слон · d7 чорний кінь · e7 чорний слон · f7 чорний пішак · g7 чорний пішак · h7 чорний пішак · a6 чорний пішак · b6 чорний пішак · d6 чорний пішак · e6 чорний пішак · f6 чорний кінь · c4 білий пішак · d4 білий ферзь · e4 білий пішак · b3 білий пішак · c3 білий кінь · g3 білий пішак · a2 білий пішак · b2 білий слон · d2 білий кінь · f2 білий пішак · g2 білий слон · h2 білий пішак · a1 біла тура · d1 біла тура · g1 білий король | a8 чорна тура · b8 чорний ферзь · c8 чорна тура · g8 чорний король · b7 чорний слон · d7 чорний кінь · e7 чорний слон · f7 чорний пішак · g7 чорний пішак · h7 чорний пішак · a6 чорний пішак · b6 чорний пішак · d6 чорний пішак · e6 чорний пішак · f6 чорний кінь · c4 білий пішак · d4 білий ферзь · e4 білий пішак · b3 білий пішак · c3 білий кінь · g3 білий пішак · a2 білий пішак · b2 білий слон · d2 білий кінь · f2 білий пішак · g2 білий слон · h2 білий пішак · a1 біла тура · d1 біла тура · g1 білий король | a8 чорна тура · b8 чорний ферзь · c8 чорна тура · g8 чорний король · b7 чорний слон · d7 чорний кінь · e7 чорний слон · f7 чорний пішак · g7 чорний пішак · h7 чорний пішак · a6 чорний пішак · b6 чорний пішак · d6 чорний пішак · e6 чорний пішак · f6 чорний кінь · c4 білий пішак · d4 білий ферзь · e4 білий пішак · b3 білий пішак · c3 білий кінь · g3 білий пішак · a2 білий пішак · b2 білий слон · d2 білий кінь · f2 білий пішак · g2 білий слон · h2 білий пішак · a1 біла тура · d1 біла тура · g1 білий король | a8 чорна тура · b8 чорний ферзь · c8 чорна тура · g8 чорний король · b7 чорний слон · d7 чорний кінь · e7 чорний слон · f7 чорний пішак · g7 чорний пішак · h7 чорний пішак · a6 чорний пішак · b6 чорний пішак · d6 чорний пішак · e6 чорний пішак · f6 чорний кінь · c4 білий пішак · d4 білий ферзь · e4 білий пішак · b3 білий пішак · c3 білий кінь · g3 білий пішак · a2 білий пішак · b2 білий слон · d2 білий кінь · f2 білий пішак · g2 білий слон · h2 білий пішак · a1 біла тура · d1 біла тура · g1 білий король | 4 |
| 3 | a8 чорна тура · b8 чорний ферзь · c8 чорна тура · g8 чорний король · b7 чорний слон · d7 чорний кінь · e7 чорний слон · f7 чорний пішак · g7 чорний пішак · h7 чорний пішак · a6 чорний пішак · b6 чорний пішак · d6 чорний пішак · e6 чорний пішак · f6 чорний кінь · c4 білий пішак · d4 білий ферзь · e4 білий пішак · b3 білий пішак · c3 білий кінь · g3 білий пішак · a2 білий пішак · b2 білий слон · d2 білий кінь · f2 білий пішак · g2 білий слон · h2 білий пішак · a1 біла тура · d1 біла тура · g1 білий король | a8 чорна тура · b8 чорний ферзь · c8 чорна тура · g8 чорний король · b7 чорний слон · d7 чорний кінь · e7 чорний слон · f7 чорний пішак · g7 чорний пішак · h7 чорний пішак · a6 чорний пішак · b6 чорний пішак · d6 чорний пішак · e6 чорний пішак · f6 чорний кінь · c4 білий пішак · d4 білий ферзь · e4 білий пішак · b3 білий пішак · c3 білий кінь · g3 білий пішак · a2 білий пішак · b2 білий слон · d2 білий кінь · f2 білий пішак · g2 білий слон · h2 білий пішак · a1 біла тура · d1 біла тура · g1 білий король | a8 чорна тура · b8 чорний ферзь · c8 чорна тура · g8 чорний король · b7 чорний слон · d7 чорний кінь · e7 чорний слон · f7 чорний пішак · g7 чорний пішак · h7 чорний пішак · a6 чорний пішак · b6 чорний пішак · d6 чорний пішак · e6 чорний пішак · f6 чорний кінь · c4 білий пішак · d4 білий ферзь · e4 білий пішак · b3 білий пішак · c3 білий кінь · g3 білий пішак · a2 білий пішак · b2 білий слон · d2 білий кінь · f2 білий пішак · g2 білий слон · h2 білий пішак · a1 біла тура · d1 біла тура · g1 білий король | a8 чорна тура · b8 чорний ферзь · c8 чорна тура · g8 чорний король · b7 чорний слон · d7 чорний кінь · e7 чорний слон · f7 чорний пішак · g7 чорний пішак · h7 чорний пішак · a6 чорний пішак · b6 чорний пішак · d6 чорний пішак · e6 чорний пішак · f6 чорний кінь · c4 білий пішак · d4 білий ферзь · e4 білий пішак · b3 білий пішак · c3 білий кінь · g3 білий пішак · a2 білий пішак · b2 білий слон · d2 білий кінь · f2 білий пішак · g2 білий слон · h2 білий пішак · a1 біла тура · d1 біла тура · g1 білий король | a8 чорна тура · b8 чорний ферзь · c8 чорна тура · g8 чорний король · b7 чорний слон · d7 чорний кінь · e7 чорний слон · f7 чорний пішак · g7 чорний пішак · h7 чорний пішак · a6 чорний пішак · b6 чорний пішак · d6 чорний пішак · e6 чорний пішак · f6 чорний кінь · c4 білий пішак · d4 білий ферзь · e4 білий пішак · b3 білий пішак · c3 білий кінь · g3 білий пішак · a2 білий пішак · b2 білий слон · d2 білий кінь · f2 білий пішак · g2 білий слон · h2 білий пішак · a1 біла тура · d1 біла тура · g1 білий король | a8 чорна тура · b8 чорний ферзь · c8 чорна тура · g8 чорний король · b7 чорний слон · d7 чорний кінь · e7 чорний слон · f7 чорний пішак · g7 чорний пішак · h7 чорний пішак · a6 чорний пішак · b6 чорний пішак · d6 чорний пішак · e6 чорний пішак · f6 чорний кінь · c4 білий пішак · d4 білий ферзь · e4 білий пішак · b3 білий пішак · c3 білий кінь · g3 білий пішак · a2 білий пішак · b2 білий слон · d2 білий кінь · f2 білий пішак · g2 білий слон · h2 білий пішак · a1 біла тура · d1 біла тура · g1 білий король | a8 чорна тура · b8 чорний ферзь · c8 чорна тура · g8 чорний король · b7 чорний слон · d7 чорний кінь · e7 чорний слон · f7 чорний пішак · g7 чорний пішак · h7 чорний пішак · a6 чорний пішак · b6 чорний пішак · d6 чорний пішак · e6 чорний пішак · f6 чорний кінь · c4 білий пішак · d4 білий ферзь · e4 білий пішак · b3 білий пішак · c3 білий кінь · g3 білий пішак · a2 білий пішак · b2 білий слон · d2 білий кінь · f2 білий пішак · g2 білий слон · h2 білий пішак · a1 біла тура · d1 біла тура · g1 білий король | a8 чорна тура · b8 чорний ферзь · c8 чорна тура · g8 чорний король · b7 чорний слон · d7 чорний кінь · e7 чорний слон · f7 чорний пішак · g7 чорний пішак · h7 чорний пішак · a6 чорний пішак · b6 чорний пішак · d6 чорний пішак · e6 чорний пішак · f6 чорний кінь · c4 білий пішак · d4 білий ферзь · e4 білий пішак · b3 білий пішак · c3 білий кінь · g3 білий пішак · a2 білий пішак · b2 білий слон · d2 білий кінь · f2 білий пішак · g2 білий слон · h2 білий пішак · a1 біла тура · d1 біла тура · g1 білий король | 3 |
| 2 | a8 чорна тура · b8 чорний ферзь · c8 чорна тура · g8 чорний король · b7 чорний слон · d7 чорний кінь · e7 чорний слон · f7 чорний пішак · g7 чорний пішак · h7 чорний пішак · a6 чорний пішак · b6 чорний пішак · d6 чорний пішак · e6 чорний пішак · f6 чорний кінь · c4 білий пішак · d4 білий ферзь · e4 білий пішак · b3 білий пішак · c3 білий кінь · g3 білий пішак · a2 білий пішак · b2 білий слон · d2 білий кінь · f2 білий пішак · g2 білий слон · h2 білий пішак · a1 біла тура · d1 біла тура · g1 білий король | a8 чорна тура · b8 чорний ферзь · c8 чорна тура · g8 чорний король · b7 чорний слон · d7 чорний кінь · e7 чорний слон · f7 чорний пішак · g7 чорний пішак · h7 чорний пішак · a6 чорний пішак · b6 чорний пішак · d6 чорний пішак · e6 чорний пішак · f6 чорний кінь · c4 білий пішак · d4 білий ферзь · e4 білий пішак · b3 білий пішак · c3 білий кінь · g3 білий пішак · a2 білий пішак · b2 білий слон · d2 білий кінь · f2 білий пішак · g2 білий слон · h2 білий пішак · a1 біла тура · d1 біла тура · g1 білий король | a8 чорна тура · b8 чорний ферзь · c8 чорна тура · g8 чорний король · b7 чорний слон · d7 чорний кінь · e7 чорний слон · f7 чорний пішак · g7 чорний пішак · h7 чорний пішак · a6 чорний пішак · b6 чорний пішак · d6 чорний пішак · e6 чорний пішак · f6 чорний кінь · c4 білий пішак · d4 білий ферзь · e4 білий пішак · b3 білий пішак · c3 білий кінь · g3 білий пішак · a2 білий пішак · b2 білий слон · d2 білий кінь · f2 білий пішак · g2 білий слон · h2 білий пішак · a1 біла тура · d1 біла тура · g1 білий король | a8 чорна тура · b8 чорний ферзь · c8 чорна тура · g8 чорний король · b7 чорний слон · d7 чорний кінь · e7 чорний слон · f7 чорний пішак · g7 чорний пішак · h7 чорний пішак · a6 чорний пішак · b6 чорний пішак · d6 чорний пішак · e6 чорний пішак · f6 чорний кінь · c4 білий пішак · d4 білий ферзь · e4 білий пішак · b3 білий пішак · c3 білий кінь · g3 білий пішак · a2 білий пішак · b2 білий слон · d2 білий кінь · f2 білий пішак · g2 білий слон · h2 білий пішак · a1 біла тура · d1 біла тура · g1 білий король | a8 чорна тура · b8 чорний ферзь · c8 чорна тура · g8 чорний король · b7 чорний слон · d7 чорний кінь · e7 чорний слон · f7 чорний пішак · g7 чорний пішак · h7 чорний пішак · a6 чорний пішак · b6 чорний пішак · d6 чорний пішак · e6 чорний пішак · f6 чорний кінь · c4 білий пішак · d4 білий ферзь · e4 білий пішак · b3 білий пішак · c3 білий кінь · g3 білий пішак · a2 білий пішак · b2 білий слон · d2 білий кінь · f2 білий пішак · g2 білий слон · h2 білий пішак · a1 біла тура · d1 біла тура · g1 білий король | a8 чорна тура · b8 чорний ферзь · c8 чорна тура · g8 чорний король · b7 чорний слон · d7 чорний кінь · e7 чорний слон · f7 чорний пішак · g7 чорний пішак · h7 чорний пішак · a6 чорний пішак · b6 чорний пішак · d6 чорний пішак · e6 чорний пішак · f6 чорний кінь · c4 білий пішак · d4 білий ферзь · e4 білий пішак · b3 білий пішак · c3 білий кінь · g3 білий пішак · a2 білий пішак · b2 білий слон · d2 білий кінь · f2 білий пішак · g2 білий слон · h2 білий пішак · a1 біла тура · d1 біла тура · g1 білий король | a8 чорна тура · b8 чорний ферзь · c8 чорна тура · g8 чорний король · b7 чорний слон · d7 чорний кінь · e7 чорний слон · f7 чорний пішак · g7 чорний пішак · h7 чорний пішак · a6 чорний пішак · b6 чорний пішак · d6 чорний пішак · e6 чорний пішак · f6 чорний кінь · c4 білий пішак · d4 білий ферзь · e4 білий пішак · b3 білий пішак · c3 білий кінь · g3 білий пішак · a2 білий пішак · b2 білий слон · d2 білий кінь · f2 білий пішак · g2 білий слон · h2 білий пішак · a1 біла тура · d1 біла тура · g1 білий король | a8 чорна тура · b8 чорний ферзь · c8 чорна тура · g8 чорний король · b7 чорний слон · d7 чорний кінь · e7 чорний слон · f7 чорний пішак · g7 чорний пішак · h7 чорний пішак · a6 чорний пішак · b6 чорний пішак · d6 чорний пішак · e6 чорний пішак · f6 чорний кінь · c4 білий пішак · d4 білий ферзь · e4 білий пішак · b3 білий пішак · c3 білий кінь · g3 білий пішак · a2 білий пішак · b2 білий слон · d2 білий кінь · f2 білий пішак · g2 білий слон · h2 білий пішак · a1 біла тура · d1 біла тура · g1 білий король | 2 |
| 1 | a8 чорна тура · b8 чорний ферзь · c8 чорна тура · g8 чорний король · b7 чорний слон · d7 чорний кінь · e7 чорний слон · f7 чорний пішак · g7 чорний пішак · h7 чорний пішак · a6 чорний пішак · b6 чорний пішак · d6 чорний пішак · e6 чорний пішак · f6 чорний кінь · c4 білий пішак · d4 білий ферзь · e4 білий пішак · b3 білий пішак · c3 білий кінь · g3 білий пішак · a2 білий пішак · b2 білий слон · d2 білий кінь · f2 білий пішак · g2 білий слон · h2 білий пішак · a1 біла тура · d1 біла тура · g1 білий король | a8 чорна тура · b8 чорний ферзь · c8 чорна тура · g8 чорний король · b7 чорний слон · d7 чорний кінь · e7 чорний слон · f7 чорний пішак · g7 чорний пішак · h7 чорний пішак · a6 чорний пішак · b6 чорний пішак · d6 чорний пішак · e6 чорний пішак · f6 чорний кінь · c4 білий пішак · d4 білий ферзь · e4 білий пішак · b3 білий пішак · c3 білий кінь · g3 білий пішак · a2 білий пішак · b2 білий слон · d2 білий кінь · f2 білий пішак · g2 білий слон · h2 білий пішак · a1 біла тура · d1 біла тура · g1 білий король | a8 чорна тура · b8 чорний ферзь · c8 чорна тура · g8 чорний король · b7 чорний слон · d7 чорний кінь · e7 чорний слон · f7 чорний пішак · g7 чорний пішак · h7 чорний пішак · a6 чорний пішак · b6 чорний пішак · d6 чорний пішак · e6 чорний пішак · f6 чорний кінь · c4 білий пішак · d4 білий ферзь · e4 білий пішак · b3 білий пішак · c3 білий кінь · g3 білий пішак · a2 білий пішак · b2 білий слон · d2 білий кінь · f2 білий пішак · g2 білий слон · h2 білий пішак · a1 біла тура · d1 біла тура · g1 білий король | a8 чорна тура · b8 чорний ферзь · c8 чорна тура · g8 чорний король · b7 чорний слон · d7 чорний кінь · e7 чорний слон · f7 чорний пішак · g7 чорний пішак · h7 чорний пішак · a6 чорний пішак · b6 чорний пішак · d6 чорний пішак · e6 чорний пішак · f6 чорний кінь · c4 білий пішак · d4 білий ферзь · e4 білий пішак · b3 білий пішак · c3 білий кінь · g3 білий пішак · a2 білий пішак · b2 білий слон · d2 білий кінь · f2 білий пішак · g2 білий слон · h2 білий пішак · a1 біла тура · d1 біла тура · g1 білий король | a8 чорна тура · b8 чорний ферзь · c8 чорна тура · g8 чорний король · b7 чорний слон · d7 чорний кінь · e7 чорний слон · f7 чорний пішак · g7 чорний пішак · h7 чорний пішак · a6 чорний пішак · b6 чорний пішак · d6 чорний пішак · e6 чорний пішак · f6 чорний кінь · c4 білий пішак · d4 білий ферзь · e4 білий пішак · b3 білий пішак · c3 білий кінь · g3 білий пішак · a2 білий пішак · b2 білий слон · d2 білий кінь · f2 білий пішак · g2 білий слон · h2 білий пішак · a1 біла тура · d1 біла тура · g1 білий король | a8 чорна тура · b8 чорний ферзь · c8 чорна тура · g8 чорний король · b7 чорний слон · d7 чорний кінь · e7 чорний слон · f7 чорний пішак · g7 чорний пішак · h7 чорний пішак · a6 чорний пішак · b6 чорний пішак · d6 чорний пішак · e6 чорний пішак · f6 чорний кінь · c4 білий пішак · d4 білий ферзь · e4 білий пішак · b3 білий пішак · c3 білий кінь · g3 білий пішак · a2 білий пішак · b2 білий слон · d2 білий кінь · f2 білий пішак · g2 білий слон · h2 білий пішак · a1 біла тура · d1 біла тура · g1 білий король | a8 чорна тура · b8 чорний ферзь · c8 чорна тура · g8 чорний король · b7 чорний слон · d7 чорний кінь · e7 чорний слон · f7 чорний пішак · g7 чорний пішак · h7 чорний пішак · a6 чорний пішак · b6 чорний пішак · d6 чорний пішак · e6 чорний пішак · f6 чорний кінь · c4 білий пішак · d4 білий ферзь · e4 білий пішак · b3 білий пішак · c3 білий кінь · g3 білий пішак · a2 білий пішак · b2 білий слон · d2 білий кінь · f2 білий пішак · g2 білий слон · h2 білий пішак · a1 біла тура · d1 біла тура · g1 білий король | a8 чорна тура · b8 чорний ферзь · c8 чорна тура · g8 чорний король · b7 чорний слон · d7 чорний кінь · e7 чорний слон · f7 чорний пішак · g7 чорний пішак · h7 чорний пішак · a6 чорний пішак · b6 чорний пішак · d6 чорний пішак · e6 чорний пішак · f6 чорний кінь · c4 білий пішак · d4 білий ферзь · e4 білий пішак · b3 білий пішак · c3 білий кінь · g3 білий пішак · a2 білий пішак · b2 білий слон · d2 білий кінь · f2 білий пішак · g2 білий слон · h2 білий пішак · a1 біла тура · d1 біла тура · g1 білий король | 1 |
|   | a | b | c | d | e | f | g | h |   |

Їжак — шаховий термін, що позначає пішакову структуру, що характеризується розташуванням чорних пішаків по шостому ряду або, рідше, білих пішаків по третьому ряду. Одна з найпопулярніших дебютних систем починаючи з 1970-х років. 

«Їжак» — приклад розвитку шахової філософії гіпермодернізму, що розглядає, при зовнішньій уявній пасивності, активну гру чорних на перемогу.
Першовідкривачем сучасного «їжака» вважається гросмейстер Любомир Любоєвич. На початку 1970-х він переосмислив дану побудову і повернув у практику провідних гравців. Термін «їжак» (hedgehog) в шаховий ужиток ввів англійський майстер Вільям Хартстон. Серед гравців, які найвдаліше використовували дану побудову в турнірній практиці і дебютних розробках, можна згадати Ульфа Андерсона, Анатолія Карпова, Золтана Ріблі.
«Їжак» може виникнути в ході різних дебютів: сицилійського і новоіндійського захисту, захисту Німцовича. Класичним є використання даної структури в англійському початку. Ідея полягає в тому, що недолік простору чорні компенсують гармонійним розташуванням фігур. Побудова «їжака» демонструє пасивну, але міцну оборонну гру, в очікуванні зручного моменту для перехоплення ініціативи і контратаки. Чорні будують захист, не звертаючи уваги на втрату темпу. Характерною грою за чорних є очікування активних дій від білих, відмова від відкритої гри аж до вирішальної атаки. Вступ фігур кожної зі сторін на 5 горизонталь означає перехід до активних дій.

## Приклад
На діаграмі № 1 позиція, що виникла в партії Ульман - Любоєвич (1975) після 13 ходу. Розіграно англійський початок, симетричний варіант. На дошці позиційна перевагу білих. Однак чорні контролюють слоном і конем ключове поле e4. Пішаки загрожують полям e6 і d6. Чорні навмисно залишають білим контроль над полем d4, що характерно для багатьох різновидів «їжака».
Після ходу білих 14.Ф e3  чорні відповіли 14 ... b5!?

Типова відповідь за чорних, які тримають слона на g2. У подальшій грі білі, намагаючись фіксувати пішака b5, послабили поле c4 і не змогли зупинити атаку супротивника. Чорні отримали якість і виграли до 37 ходу.